# RBDe 561
Les RBDe 561 sont des automotrices des Chemins de fer fédéraux suisses de type Colibri.

## Historique
En 2003 six RBDe 560 (105, 127–128, 133–135) ont été transformés en RBDe 561 (000–005) afin de circuler sur le réseau allemand. Cette série a été réintégrée au parc « classique » des RBDe 560 en 2006, à la suite de la livraison des RABe 521.